# Rovenská oblast
Rovenská oblast (ukrajinsky Рівненська область, Rivnenska oblasť, někdy též Рівненщина, Rivnenščyna) je jednou z menších a méně zalidněných samosprávných oblastí Ukrajiny. Rozkládá se v severozápadní části země při hranicích s Běloruskem a tvoří centrální část historického území Volyně. Povrch je převážně rovinatý, na jihu se mírně zvedá ke Kremeneckým horám. Největší řeky jsou Horyň a Sluč (v povodí Pripjati).

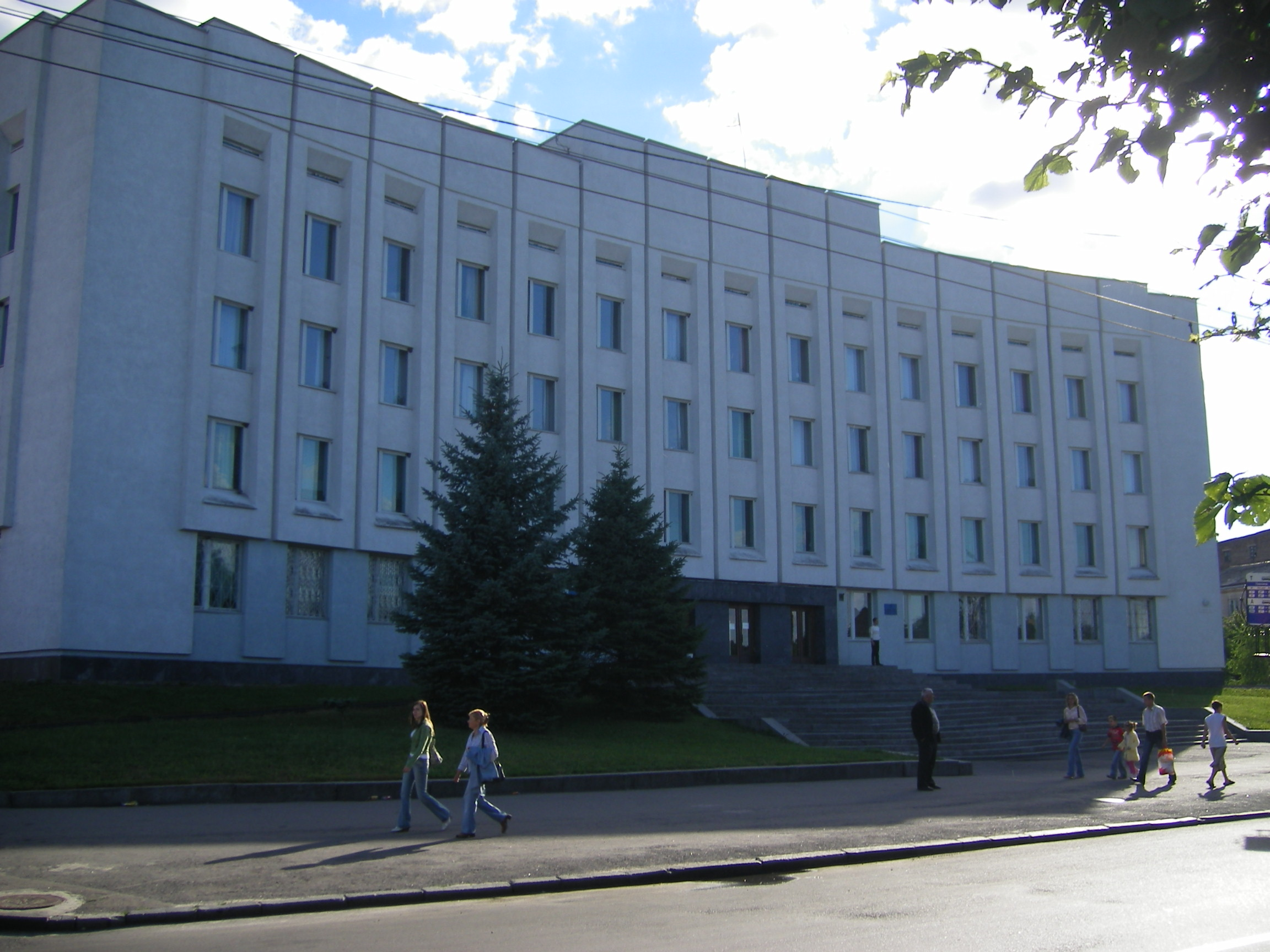
Sídlo oblastní rady

## Historie
Oblast byla ustavena 4. ledna 1939 při sovětské anexi západní Ukrajiny. Hlavním městem je Rovno (známé též pod ukrajinským názvem Rivne), další větší města jsou Varaš, Dubno, Kostopil; železničními uzly jsou města Sarny a Zdolbuniv. Oblast je spjatá také s Volyňskými Čechy, kteří se však až na malé výjimky (v roce 2001 zhruba 300 osob) vrátili do vlasti.

## Oblastní symboly

### Vlajka
Vlajka Rovenské oblasti je tvořena listem o poměru stran 2:3 s pěti vodorovnými pruhy – bílým, žlutým, modrým, žlutým a bílým o poměru šířek 3:2:2:2:3. Uprostřed je, přes všechny pruhy, umístěn oblastní znak.

## Obyvatelstvo
K 1. lednu 2022 žilo v oblasti 1 141 784 obyvatel.
Rovenská oblast se vyznačuje nízkou mírou urbanizace: z 1,141 milionů osob žilo ve městech jen 541,8 tisíc lidí (47,5 %), zatímco na venkově až 600 tisíc lidí (52,5 %).
Počet obyvatel v oblasti postupně klesá. Tabulka níže představuje populační vývoj oblasti.
| 1990      | 1991      | 1995      | 2000      | 2005      | 2010      | 2015      | 2020      | 2022      |
| --------- | --------- | --------- | --------- | --------- | --------- | --------- | --------- | --------- |
| 1 173 300 | 1 176 800 | 1 194 500 | 1 183 300 | 1 160 700 | 1 151 600 | 1 161 200 | 1 153 000 | 1 141 800 |

Za rok 2021 se narodilo 11 691 živě narozených dětí, zemřelo však 17 028, z nichž 111 byly děti ve věku do jednoho roku. Na 100 zemřelých připadalo jen 69 živě narozených, což je jeden z nejlepších poměrů v rámci Ukrajiny. Celkový úbytek obyvatel byl 6 672 lidí. Míra kojenecké úmrtnosti tehdy činila 9,5 ‰.
Podle výsledků sčítání lidu v roce 2001 žilo v oblasti (95,9 % Ukrajinců, 2,57 % Rusů a 0,09 % Bělorusů. 97 % všech obyvatel považovalo ukrajinštinu za rodný jazyk, 2,7 % považovalo za svou mateřštinu ruštinu.

## Přehled měst
Následující tabulka podává přehled všech měst a sídel městského typu oblasti.
| Město       | Ukrajinský název | Ruský název   | Polský název  | Obyvatelstvo 1. 1. 2022 |
| ----------- | ---------------- | ------------- | ------------- | ----------------------- |
| Rovno       | Рівне            | Ровно (Ривне) | Równe         | 243 873                 |
| Varaš       | Вараш            | Вараш         | Warasz        | 41 711                  |
| Dubno       | Дубно            | Дубно         | Dubno         | 36 901                  |
| Kostopil    | Костопіль        | Костополь     | Kostopol      | 30 838                  |
| Sarny       | Сарни            | Сарны         | Sarny         | 28 626                  |
| Zdolbuniv   | Здолбунів        | Здолбунов     | Zdołbunów     | 24 501                  |
| Ostroh      | Острог           | Острог        | Ostróg        | 14 894                  |
| Berezne     | Березне          | Березно       | Bereźne       | 13 126                  |
| Radyvyliv   | Радивилів        | Радивилов     | Radziwiłłów   | 10 427                  |
| Rokytne     | Рокитне          | Рокитное      | Rokitno       | 10 395                  |
| Dubrovycja  | Дубровиця        | Дубровица     | Dąbrowica     | 9 343                   |
| Volodymyrec | Володимирець     | Владимирец    | Włodzimierzec | 9 135                   |
| Kvasyliv    | Квасилів         | Квасилов      | Kwasiów       | 8 075                   |
| Mlyniv      | Млинів           | Млинов        | Młynów        | 8 036                   |
| Korec       | Корець           | Корец         | Korzec        | 6 914                   |
| Klevaň      | Клевань          | Клевань       | Klewań        | 7 570                   |